# Diferencias de sexo en el autismo
Los hombres son más frecuentemente diagnosticados con autismo que las mujeres. Sigue siendo un debate si este hecho se debe a diferencias de sexo en las tasas de los trastornos del espectro autista (TEA) o si es a causa de que las mujeres están infradiagnosticadas. La tasa de prevalencia es a menudo citada como de aproximadamente cuatro hombres por cada mujer diagnosticada. Otras investigaciones indican que es cerca de 3:1 o 2:1. Uno de cada 42 hombres y una de cada 189 mujeres en los Estados Unidos son diagnosticados con trastorno del espectro autista. Hay evidencia de que las mujeres también pueden ser diagnosticadas tardíamente en comparación a los hombres; sin embargo, esos resultados han probado ser contradictorios.
Existen muchas teorías para explicar la discrepancia basada en el sexo, como un efecto protector genético, la teoría del cerebro con perspectiva masculina y las diferencias de la presentación del fenotipo entre los sexos, los cuales puede que estén todos correlacionados. Los investigadores también han debatido si un diagnóstico parcial basado en el género ha influido en la infrarrepresentación de las mujeres con trastorno del espectro autista. Los investigadores también han especulado sobre un sesgo de género en los informes de los padres, que se deben a las expectativas y la socialización de los roles de género en la sociedad.
Debido a que el autismo es en gran medida una condición genética y hereditaria, entran en juego los factores genéticos que pueden afectar la disparidad sexual con condiciones médicas que incluyen improntas y mutaciones ligadas al cromosoma X, por lo que podrían tener la habilidad de elevar la frecuencia y la gravedad en los hombres y otorgar la hipótesis genética «efecto protector» en las mujeres, como lo hacen en otras condiciones. La teoría del cerebro con perspectiva masculina sugiere que el cerebro de los autistas muestra una exageración de las características asociadas al cerebro masculino, tales como megaloencefalia y una menor conectividad relativa, así como pensamiento sistemático sobre pensamiento empático. La teoría del cerebro impreso sugiere que la impronta genómica es al menos responsable en parte de las diferencias de sexo en el autismo y apunta a la evidencia de una causa genética común con la esquizofrenia.
Hay evidencia de una mayor incidencia de la ansiedad social, anorexia nerviosa y autolesión en mujeres autistas, aunque el incremento en las tasas de anorexia nerviosa puede que se deba a la confusión o fusión con el trastorno de alimentación selectiva (TAS), el cual es particularmente común en el autismo.

## Antecedentes
Hans Asperger fue una de las primeras personas en estudiar el autismo, aunque todos los sujetos de su estudio (cuatro en total) eran hombres. Otro investigador pionero, Leo Kanner describió «alteraciones autistas del contacto afectivo» en un grupo formado por ocho niños y tres niñas.

## Teorías que explican la disparidad del diagnóstico de género

### Teoría del cerebro con perspectiva masculina
La teoría del cerebro con perspectiva masculina de Simon Baron-Cohen establece que los hombres autistas tienen más altas dosis de testosterona prenatal y en promedio tienen un cerebro más sistematizador, en contraposición al cerebro más empático de las mujeres. Baron-Cohen sugiere que los cerebros autistas muestran una exageración en las características asociadas a los cerebros masculinos. Estos rasgos son principalmente el tamaño y la conectividad, de modo que los hombres tienen generalmente un cerebro de mayor tamaño, el cual es visto de una forma exagerada en varones con TEA. Los individuos con TEA mostraron anomalías generalizadas en la interconectividad en regiones específicas del cerebro. Esto podría explicar los diferentes resultados en pruebas de empatía entre hombres y mujeres, así como las deficiencias en empatía vistas en el TEA, ya que la empatía requiere que se activen varias regiones del cerebro que necesitan información de muchas áreas diferentes de este órgano. Baron-Cohen, por lo tanto, argumenta que los factores genéticos desempeñan una función importante en la prevalencia del autismo y que los niños con padres con mentalidad técnica son más propensos a ser diagnosticados con autismo.

### Teoría del cerebro impreso
La teoría del cerebro impreso sugiere que la impronta genómica es al menos en parte responsable de las diferencias de sexo en el autismo y que también implica a la esquizofrenia. La evidencia genética y fisiológica actual sugiere que las dos condiciones están en un espectro en las cuales algunas mutaciones en ciertos genes causan una menor cognición social, pero mayor cognición práctica (autismo), mientras que otras mutaciones en los mismos genes causan menor cognición práctica con mayor cognición social (esquizofrenia).

### Hipótesis del efecto protector femenino
De acuerdo a la hipótesis del efecto protector femenino, se requieren mutaciones genéticas más extremas para que una niña desarrolle autismo en comparación con un niño. En 2012, investigadores de Harvard publicaron hallazgos que sugerían que, en promedio, se requieren factores de mayor riesgo genético y ambiental para que una niña desarrolle autismo, en oposición a los niños. Los investigadores analizaron muestras de ADN de casi 800 familias afectadas por el autismo y cerca de 16 000 individuos con una variedad de desórdenes del desarrollo neurológico, y buscaron varios tipos de mutaciones genéticas. En general, encontraron que las mujeres con autismo u otro desorden del desarrollo neurológico tenían un gran número de mutaciones dañinas en todo el genoma que los hombres con los mismos desórdenes.

### Hipótesis del infradiagnóstico femenino
La tasa prevalente es frecuentemente citada como de cuatro hombres por cada mujer diagnosticada. Otras investigaciones indican que está cerca de 3:1 o 2:1. Algunos autores, médicos y expertos, como Judith Gould, Tony Attwood, Lorna Wing y Christopher Gillberg, han propuesto que el autismo en mujeres quizá este infradiagnosticado debido a unas mejores habilidades naturales de imitación social superficial, un conjunto de síntomas parcialmente diferentes y menos conocimiento acerca del autismo en las mujeres entre los expertos. En su prefacio al libro Asperger's and Girls, Attwood escribe:

Estas explicaciones provisionales de la aparente subrepresentación de las niñas en el síndrome de Asperger aún no han sido examinadas por estudios de investigación objetivos.
Tony Attwood

Específicamente, Gould ha discutido la idea de que un tipo de desorden generalizado del desarrollo persuasivo, llamado evitación patológica de la demanda, el cual está oficialmente incluido en los manuales de diagnóstico, quizá pueda ofrecer una idea sobre cómo puede presentarse en algunos casos el autismo en las mujeres.

## Diferencias en el género y la identificación sexual
La sexualidad es un tema usualmente discutido en la comunidad autista, con muchas observaciones de que las identidades distintas de la cis-hetero parecen ser más comunes de lo que se observa en la población neurotípica. No ha habido muchos estudios formales sobre esto hasta la fecha; sin embargo, los miembros de la comunidad especulan que los individuos autistas generalmente tienen diferentes ideales, percepciones y deseos que los neurotípicos o simplemente no comprenden o están de acuerdo con las expectativas de la sociedad, lo cual les hace más aptos para desviarse de la norma.
Un estudio que analizó la co-ocurrencia del TEA en pacientes con disforia de género encontró que el 7,8 % estaban en el espectro autista. Esta cifra es más alta que el estimado 1 % de personas con TEA en la población general, lo cual sugiere un vínculo entre el autismo y la variación del género. Hasta ahora, no hay estudios que aborden específicamente la aparición del autismo en individuos intersexuales.
Un estudio conducido por Byers y Nichols (2014) exploró el nivel de satisfacción sexual de las personas con autismo de alto funcionamiento. Los investigadores examinaron la satisfacción sexual de los neurotípicos y la compararon con la de individuos con autismo de alto funcionamiento. Los resultados sugieren que los hombres con TEA están generalmente menos satisfechos con su relación o matrimonio en comparación con los hombres y mujeres neurotípicos, así como las mujeres con TEA.